# موریتس هاینریش رومبرگ
موریتس هاینریش رومبرگ (آلمانی: Moritz Heinrich Romberg؛ ‏ ۱۱ نوامبر ۱۷۹۵ – ۱۶ ژوئن ۱۸۷۳) پزشک و متخصص اعصاب یهودی اهل آلمان بود. امروزه نام او با تست رومبرگ گره خورده است که خودش نخستین بار آن را هنگام توصیف بیماری تابس دورسالیس شرح داد.
رومبرگ مؤلف یک کتاب مشهور پزشکی به نام «درسنامهٔ بیماری‌های عصبی انسان» بود که بعدها در سال ۱۸۵۳ توسط ادوارد هنری سیوکینگ به انگلیسی ترجمه شد. او یکی از معدود متخصصان مغز و اعصاب نوآور در اروپا بود که در دوره ۱۸۲۰–۱۸۵۰ مشاهده و استنتاج بالینی را به آنچه که در آن زمان یک رشته ساده و ابتدایی بود، آورد. او به عنوان «اولین متخصص مغز و اعصاب بالینی» شناخته می‌شود.
پسر خواهر او ادوارد هاینریش هینوخ بود که به‌واسطهٔ توصیف برخی علائم مهم بیماری پورپورای هنوخ شوئن‌لاین شهرت دارد.